# داریل گورتز
داریل گورتز (انگلیسی: Darryl Geurts؛ زادهٔ ۵ ژوئیهٔ ۱۹۹۴) بازیکن فوتبال اهل آلمان است.
از باشگاه‌هایی که در آن بازی کرده‌است می‌توان به باشگاه فوتبال انرژی کوتبوس اشاره کرد.